# ジョナサン・ゴードン
ジョナサン・ゴードン（Jonathan Gordon）は、アメリカ合衆国の映画プロデューサーである。

## 人物
『世界にひとつのプレイブック』（2012年）をプロデュースしたことにより、ブルース・コーエンとドナ・ジグリオッティと共に第85回アカデミー賞作品賞にノミネートされた。

## フィルモグラフィ

### 製作
- ホテル・バディーズ ワンちゃん救出大作戦 Hotel for Dogs (2009)
- レッド・ステイト Red State (2011)
- 世界にひとつのプレイブック Silver Linings Playbook (2012)

### 製作総指揮
- グッド・ウィル・ハンティング/旅立ち Good Will Hunting (1998)
- ドグマ Dogma (1999)
- 裏切り者 The Yards (2000)
- ノンストップ・ガール Committed (2000)
- すべての美しい馬 All the Pretty Horses (2000)
- Daddy and Them (2001)
- ジェイ&サイレント・ボブ 帝国への逆襲 Jay and Silent Bob Strike Back (2001)
- コンフェッション Confessions of a Dangerous Mind (2002)
- Waking Up in Reno (2002)
- 世界で一番パパが好き! Jersey Girl (2004)
- グレート・レイド 史上最大の作戦 The Great Raid (2005)
- ブラザーズ・グリム The Brothers Grimm (2005)
- すべてはその朝始まった Derailed (2005)
- アジャストメント The Adjustment Bureau (2011)
- アメリカン・ハッスル American Hustle (2013)